# Bahnstrecke Borna–Großbothen
| Streckennummer: | 6916; sä. BGr        |                                       |                                |
| Kursbuchstrecke: | 170n (1946, 1947)    |                                       |                                |
| Streckenlänge: | 24,96 km             |                                       |                                |
| Spurweite: | 1435 mm (Normalspur) |                                       |                                |
| Maximale Neigung: | 10 ‰                 |                                       |                                |
| Minimaler Radius: | 240 m                |                                       |                                |
| Streckengeschwindigkeit: | 60 km/h              |                                       |                                |
| |                      |                                       |                                |
| \| \| \| von Neukieritzsch \| \| \| \| 0,00 \| Borna (b Leipzig) \| 168 m \| \| \| 5,43 \| Neukirchen-Wyhra (ehem. Bf) \| 168 m \| \| \| \| nach Chemnitz Hbf \| \| \| \| 7,69 \| Schönau (b Frohburg) \| 176 m \| \| \| 11,76 \| Flößberg \| 164 m \| \| \| 12,85 \| Anst HASAG (1944–1945) \| 163 m \| \| \| 13,66 \| Eulabrücke (12 m) \| Eulabrücke (12 m) \| \| \| 15,34 \| Bad Lausick West (früher Heinersdorf) \| 154 m \| \| \| 17,47 \| Brücke Steingrundbach (10 m) \| Brücke Steingrundbach (10 m) \| \| \| \| Geithain–Leipzig Hbf \| \| \| \| \| von Leipzig Hbf \| \| \| \| 18,55 \| Bad Lausick \| 169 m \| \| \| \| nach Geithain \| \| \| \| 22,26 \| Glasten \| 185 m \| \| \| \| Geländeeinschnitt (am ehem. \| \| \| \| \| Steinbruch Glasten) \| \| \| \| 23,40 \| Parthebrücke (9 m) \| 180 m \| \| \| 25,13 \| Kleinbardau \| 175 m \| \| \| 27,65 \| Coswig Abzw B–Borsdorf (Sachs) \| Coswig Abzw B–Borsdorf (Sachs) \| \| \| \| von Borsdorf \| \| \| \| 30,15 \| EÜ Bundesstraße 107 (19 m) \| EÜ Bundesstraße 107 (19 m) \| \| \| \| von Wurzen \| \| \| \| 30,54 \| Großbothen (Inselbahnhof) \| 147 m \| \| \| \| nach Glauchau (Sachs) \| \| \| \| \| nach Coswig Abzw B \| \| |                      |                                       |                                |
| Strecke |                      | von Neukieritzsch                     | von Neukieritzsch              |
| Bahnhof | 0,00                 | Borna (b Leipzig)                     | 168 m                          |
| Haltepunkt / Haltestelle | 5,43                 | Neukirchen-Wyhra (ehem. Bf)           | 168 m                          |
| Abzweig ehemals geradeaus und nach rechts |                      | nach Chemnitz Hbf                     | nach Chemnitz Hbf              |
| Haltepunkt / Haltestelle (Strecke außer Betrieb) | 7,69                 | Schönau (b Frohburg)                  | 176 m                          |
| Bahnhof (Strecke außer Betrieb) | 11,76                | Flößberg                              | 164 m                          |
| Abzweig geradeaus und von links (Strecke außer Betrieb) | 12,85                | Anst HASAG (1944–1945)                | 163 m                          |
| Brücke über Wasserlauf (Strecke außer Betrieb) | 13,66                | Eulabrücke (12 m)                     | Eulabrücke (12 m)              |
| Haltepunkt / Haltestelle (Strecke außer Betrieb) | 15,34                | Bad Lausick West (früher Heinersdorf) | 154 m                          |
| Brücke über Wasserlauf (Strecke außer Betrieb) | 17,47                | Brücke Steingrundbach (10 m)          | Brücke Steingrundbach (10 m)   |
| Kreuzung geradeaus unten (Strecke geradeaus außer Betrieb) |                      | Geithain–Leipzig Hbf                  | Geithain–Leipzig Hbf           |
| Abzweig ehemals geradeaus und von rechts |                      | von Leipzig Hbf                       | von Leipzig Hbf                |
| Bahnhof | 18,55                | Bad Lausick                           | 169 m                          |
| Abzweig ehemals geradeaus und nach rechts |                      | nach Geithain                         | nach Geithain                  |
| Haltepunkt / Haltestelle (Strecke außer Betrieb) | 22,26                | Glasten                               | 185 m                          |
| |                      | Geländeeinschnitt (am ehem.           |                                |
| |                      | Steinbruch Glasten)                   |                                |
| Brücke über Wasserlauf (Strecke außer Betrieb) | 23,40                | Parthebrücke (9 m)                    | 180 m                          |
| Bahnhof (Strecke außer Betrieb) | 25,13                | Kleinbardau                           | 175 m                          |
| Kreuzung geradeaus unten (Strecke geradeaus außer Betrieb) | 27,65                | Coswig Abzw B–Borsdorf (Sachs)        | Coswig Abzw B–Borsdorf (Sachs) |
| Abzweig ehemals geradeaus und von rechts |                      | von Borsdorf                          | von Borsdorf                   |
| Brücke | 30,15                | EÜ Bundesstraße 107 (19 m)            | EÜ Bundesstraße 107 (19 m)     |
| Abzweig geradeaus und ehemals von links |                      | von Wurzen                            | von Wurzen                     |
| Bahnhof | 30,54                | Großbothen (Inselbahnhof)             | 147 m                          |
| Abzweig geradeaus und ehemals nach rechts |                      | nach Glauchau (Sachs)                 | nach Glauchau (Sachs)          |
| Strecke |                      | nach Coswig Abzw B                    | nach Coswig Abzw B             |

Die Bahnstrecke Borna–Großbothen („Querbahn“) war eine Nebenbahn in Sachsen. Sie verlief von Borna über Bad Lausick nach Großbothen. Die Inbetriebnahme 1937 war eine der letzten Bahnstreckeneröffnungen oder -verlängerungen; nach nur 10 Jahren wurde die Strecke 1947 als Reparationsleistung demontiert.

## Geschichte
Bereits in den 1850er Jahren gab es Pläne für die Verbindung Pegau–Borna–Grimma. Diese wurden aber nicht umgesetzt, obwohl in der Gegend bereits Braunkohle gefördert wurde und somit ein ausreichendes Transportbedürfnis vorhanden war. Auch mehrere Petitionen von einem Anfang der 1880er Jahre gegründeten Komitee blieben erfolglos.
Nach 1900 kam wieder Bewegung in den Bahnbau, immerhin wurde 1907 mit der Bahnstrecke Neukieritzsch–Pegau ein Teilstück der in den 1850er Jahren geplanten Strecke genehmigt. Auch für den Abschnitt Borna–Grimma gab es erneut Untersuchungen. Schließlich wählte man den Bahnhof Großbothen für die Anbindung ans bestehende Bahnnetz, da dort die Bedingungen besser als in Grimma waren. 1909 begannen Vermessungsarbeiten für die Strecke Borna–Großbothen, für die etwa 3,5 Millionen Mark Baukosten veranschlagt wurden. Vorerst passierte aber gar nichts. Erst 1913 wurde erstmals eine größere Summe für den Bahnbau bereitgestellt. Noch bestanden aber Unklarheiten über den genauen Streckenverlauf. Einerseits wollten möglichst viele Orte einen Bahnanschluss haben, andererseits erschwerten die Bergbaugebiete bei Borna die Streckenführung. Insgesamt gab es acht verschiedene Vorschläge. Da man sich bis 1914 nicht auf einen einigen konnte, verhinderte der gerade ausgebrochene Erste Weltkrieg vorerst den Baubeginn.
Nach Kriegsende hatten sich die Kosten derart erhöht, dass die Gemeinden erst die Baugrundstücke für den Staat erwerben mussten. Im September 1920 begannen dann die Bauarbeiten, die durch die Inflation ins Stocken gerieten. 1924/25 fanden gar keine Arbeiten statt. Bis in die 1930er Jahre wurde schließlich der Unterbau teilweise fertiggestellt. Durch die Nachwirkungen der Weltwirtschaftskrise wurden die Bauarbeiten 1933 erneut gestoppt. Bis 1936/37 wurde durch nationalsozialistische Arbeitsbeschaffungsprogramme mit großem Personalaufwand die Strecke endgültig fertiggestellt. Dabei wurde auch der Bahnhof Bad Lausick umfangreich ausgebaut. Am 2. Oktober 1937 wurde die Strecke eröffnet, nachdem bereits am 1. Juli 1936 das Teilstück Heinersdorf–Großbothen für den Güterverkehr freigegeben wurde.
Der Personenverkehr blieb immer auf regionalen Verkehr beschränkt, nur im Güterverkehr hatte die für maximal 20 Tonnen Achslast zugelassene Strecke eine größere Bedeutung. Hauptsächlich wurde Braunkohle aus dem Revier südlich von Leipzig zum Elbhafen Riesa abtransportiert. Nördlich von Flößberg befand sich zwischen November 1944 und April 1945 das KZ-Außenlager Flößberg (heute Gedenkstätte). Die am Standort des KZ-Außenlagers befindlichen Produktionsstätten für die Rüstungsfirma HASAG besaßen während dieser Zeit ein Anschlussgleis.
Am Ende des Zweiten Weltkriegs wurde der Verkehr am 15. April 1945 eingestellt, erst ab Juni 1945 verkehrten wieder wenige Züge. Es wurde vor allem Brennstoff für das Kraftwerk Hirschfelde transportiert. Kurzzeitig war das Teilstück Liebertwolkwitz–Bad Lausick der Bahnstrecke Leipzig–Geithain als Reparationsleistung für die Sowjetunion vorgesehen. Allerdings entschied man sich dann für die Strecke Borna–Großbothen. Am 30. September 1947 wurde die Strecke stillgelegt und nachfolgend abgebaut. Lediglich das Gleis von Bad Lausick nach Bad Lausick West blieb als Anschlussgleis für ein Schamottewerk erhalten, es wurde bis zum Oktober 1952 noch befahren.
Auf der Trasse soll abschnittsweise ein Bahnradweg entstehen, der Borna und Grimma verbindet. Nach Entstehung des Landkreises Leipzig wurde 2011 die Planung eingeleitet. Im Oktober 2018 begannen die Arbeiten am ersten, drei Kilometer langen Bauabschnitt des Mulderadweges – der auf der Trasse der Muldentalbahn verläuft – über Großbothen in den Glastener Forst. Zwischen Bad Lausick und Flößberg übernimmt der Bund die Finanzierung als Alternative zu einem Radweg parallel zur Bundesstraße 176.

## Streckenbeschreibung

### Verlauf
Beginnend am Bahnhof Borna (b Leipzig) verlief die Strecke zunächst auf der Trasse der Bahnstrecke Neukieritzsch–Chemnitz nach Südosten bis zum Haltepunkt Neukirchen-Wyhra. Nach Passieren dieser Station trennte sich die Bahnstrecke nach Großbothen von der Strecke nach Chemnitz. Sie verlief in einem Bogen nach Osten und anschließend nach Nordosten. Dieser Abschnitt befindet sich heute zum größten Teil im Harthsee, einem Tagebaurestloch des Tagebaus Borna-Ost. Erst ab dem Haltepunkt Schönau (b Frohburg) südlich der Ortslage Schönau beginnt der bis heute erhaltene Bahndamm wieder. Anschließend verlief die Trasse nach Norden, dabei wurde Schönau im Osten tangiert. Im weiteren Verlauf in Richtung Nordosten wurde der Bahnhof Flößberg erreicht, der sich westlich der Ortslage Flößberg befand. Nördlich von Flößberg befand sich zwischen November 1944 und April 1945 das KZ-Außenlager Flößberg (heute Gedenkstätte). Die am Standort des KZ-Außenlagers befindlichen Produktionsstätten für die Rüstungsfirma HASAG besaßen während dieser Zeit ein Anschlussgleis. Im weiteren Verlauf führte die Bahnstrecke in Richtung Osten über die Eulabrücke. Die nun folgende Haltestelle Bad Lausick West befand sich nordwestlich der Ortslage Heinersdorf, deren Namen die Station ursprünglich trug. Über einen Gleisbogen in Richtung Südosten wurde die Bahnstrecke Leipzig–Geithain unterquert. Anschließend verliefen die Gleise parallel zu dieser Bahnstrecke in Richtung Süden zum Bahnhof Bad Lausick.
An der südlichen Bahnhofsausfahrt bog die Bahnstrecke nach Großbothen in einer Linkskurve nach Nordosten von der nach Süden verlaufenden Bahnstrecke nach Geithain ab. Nach dem Passieren der Haltestelle Glasten am Südwestrand des gleichnamigen Orts verlief die Trasse zunächst nach Norden und in Höhe der Ortslage Kleinbardau nach Nordosten. Der Bahnhof Kleinbardau befand sich östlich von Kleinbardau. Anschließend verlief die Bahnstrecke weiter gen Nordosten, bis sie ein kleines Waldstück westlich von Großbothen erreichte. Dieses umfuhr sie am Nordrand, um in einem Rechtsbogen zunächst die Bahnstrecke Borsdorf–Coswig zu unterqueren und anschließend im Verlauf nach Süden vor dem Bahnhof Großbothen in diese einzumünden.

### Betriebsstellen
Borna (b Leipzig) ⊙

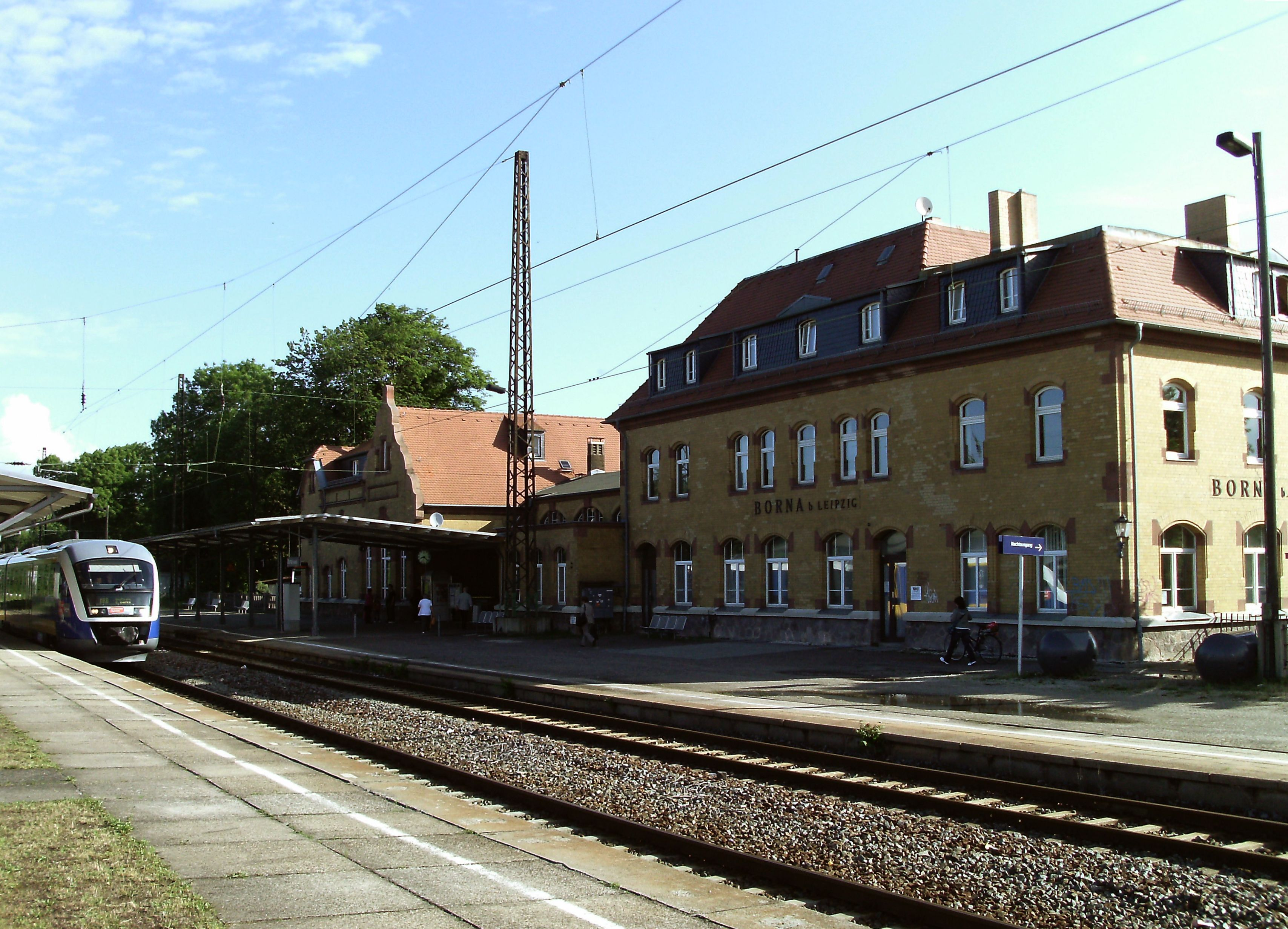
Bahnhof Borna (b Leipzig)

Der Bahnhof Borna (b Leipzig) als Endbahnhof der privaten Bahn wurde nahe dem Stadtzentrum errichtet. Durch den Braunkohlenabbau sowie die Streckenverlängerung bis Chemnitz stieg die Bedeutung des Bahnhofs immer mehr an. Schon bald war eine erneute Erweiterung am bisherigen Standort (nahe der Kreuzung zwischen der heutigen B 93 und B 176) nicht mehr möglich. Deshalb wurde 1903/04 südwestlich des alten Standorts ein vollkommen neuer Bahnhof am Stadtrand gebaut. Am 1. Oktober wurde dieser Bahnhof in Betrieb genommen, der alte Bahnhof diente fortan als Anschlussbahn noch dem Güterverkehr. Neben Anschlussbahnen zu verschiedenen Braunkohlentagebauen entstand auch eine Lokstation mit einem zweiständigen Heizhaus. Fortan waren hier verschiedene Rangierloks stationiert.
In den folgenden Jahrzehnten wuchs der Bahnhof weiter. Letzte größere Baumaßnahmen fanden in den 1930er Jahren mit dem Bau der Bahnstrecke Borna–Großbothen statt. Die Strecke zweigte zwar erst am Bahnhof Neukirchen-Wyhra aus, die Züge verkehrten aber von und bis Borna. Nach dem Ende des Zweiten Weltkriegs erfuhr der Bahnhof erneut eine Verkehrssteigerung, da kaum noch ausländische Brennstoffe zur Verfügung standen. Die Brikettfabrikation um Borna erreichte in den 1960er Jahren ihren Höhepunkt. Täglich wurden über 10 Ganzzüge mit Briketts oder Rohbraunkohlen abgefahren. Mit der Elektrifizierung des Abschnittes Leipzig–Borna wurde der Bahnhof zudem Lokwechselstation.
Nach 1989/90 setzte ein rapider Niedergang des Bornaer Bahnhofs ein, noch in der ersten Hälfte der 1990er Jahre schlossen alle Brikettfabriken des Umlandes, somit brach der Güterverkehr fast vollständig zusammen. Heute findet kein Güterverkehr mehr statt, auch wurden die Gleisanlagen stark zurückgebaut. Einzig das Empfangsgebäude wurde saniert.
Der Bahnhof trug während seiner Betriebszeit schon fünf unterschiedliche Namen, im Einzelnen waren dies:
- bis 30. September 1901: Borna
- bis 30. Juni 1911: Borna bei Leipzig
- bis 21. Dezember 1933: Borna b Leipzig
- seit 22. Dezember 1933: Borna (b Leipzig)

DB Station&Service führt den Bahnhof seit 28. Mai 2000 als Bahnhof Borna (Leipzig), obwohl bahnamtlich keine Umbenennung erfolgte.
Neukirchen-Wyhra ⊙

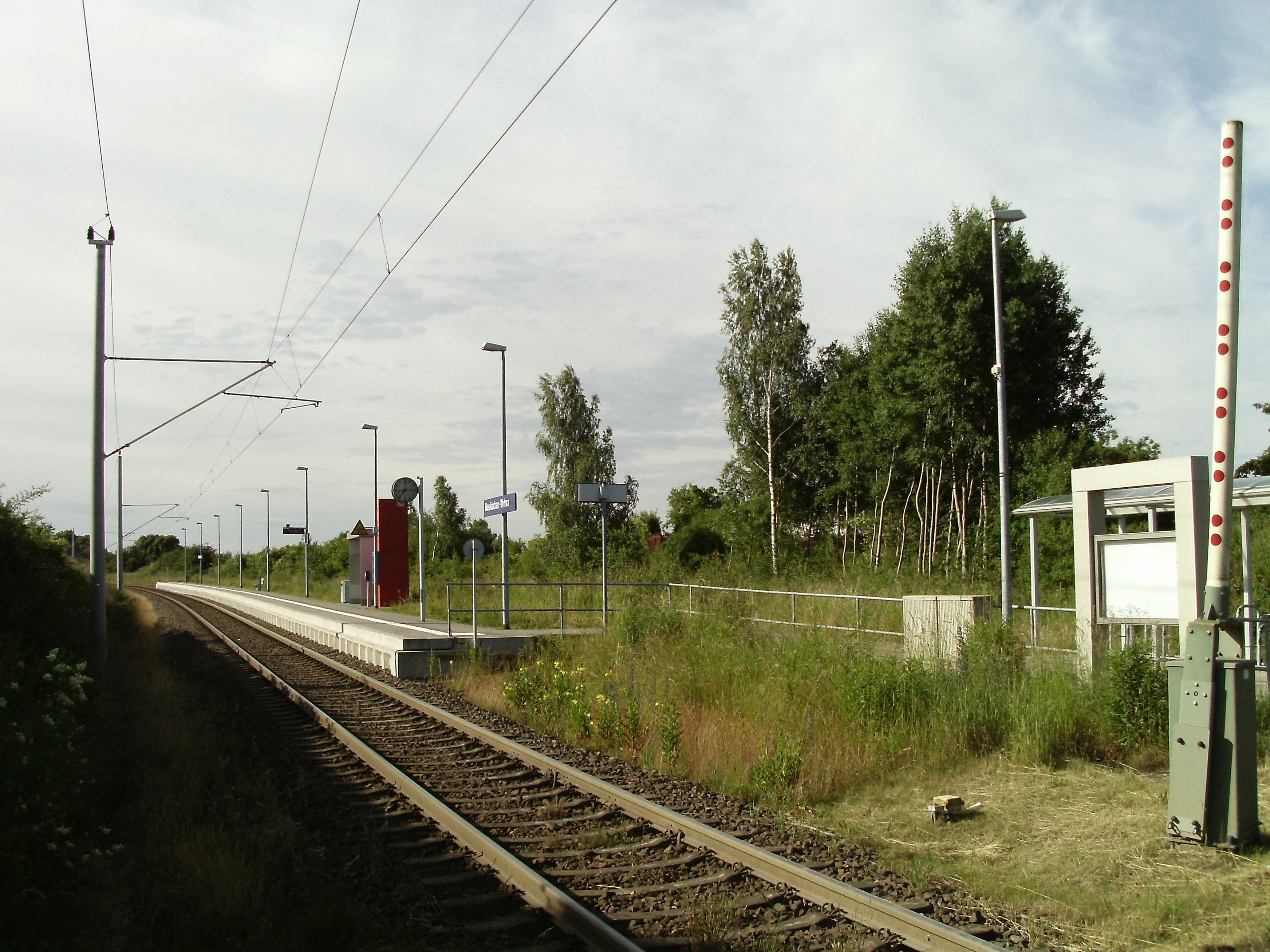
Haltepunkt Neukirchen-Wyhra (2012)

Die Station wurde am 1. Mai 1902 als Haltepunkt Neukirchen-Wyhra an der Bahnstrecke Neukieritzsch–Chemnitz eröffnet; vorausgegangen waren langjährige Bemühungen der betroffenen Gemeinden. Etwas Bedeutung erlangte die Station 1937, als die hier abzweigende Bahnstrecke Borna–Großbothen eröffnet wurde. Der Haltepunkt wurde zwar zum Bahnhof erhoben und erhielt zwei mechanische Stellwerke der Bauform »Einheit« sowie zwei Außenbahnsteige, die Züge von und nach Großbothen begannen allerdings bereits in Borna. In diesem Zusammenhang wurde der Streckenabschnitt Borna–Neukirchen-Wyhra zweigleisig ausgebaut. Nach nur zehn Betriebsjahren wurde das zweite Streckengleis mit der »Querbahn« 1947 wieder abgebaut. Als der Braunkohleabbau südlich von Leipzig auch die Gegend südlich von Borna erfasste, entstand ein dichtes Werkbahnnetz. Davon zweigten mehrere Werkbahnen im Bahnhof Neukirchen-Wyhra ab. Heute ist die Station wieder ein Haltepunkt. Das Empfangsgebäude aus den 1930er Jahren, das das erste Bahnhofsgebäude aus der Anfangszeit ersetzte, ist noch vorhanden, wird aber anderweitig genutzt. Das Wärterstellwerk blieb noch einige Jahre als Schrankenposten für den Wegübergang Schönauer Straße in Betrieb. Der Bahnsteig wurde beim Neubau nach Norden in Richtung der alten Brikettfabrik verschoben. Er besitzt eine Länge von 140 Metern sowie eine Höhe von 550 Millimetern und ist vollständig barrierefrei.
Schönau (b Frohburg) ⊙
Der Haltepunkt Schönau (b Frohburg) wurde am 3. Oktober 1937 mit der Eröffnung der Gesamtstrecke Borna–Großbothen eingeweiht. Die Station befand sich zwischen Schönau im Norden und Nenkersdorf im Süden an der „Oberen Schönauer Straße“. Von der Wartehalle blieben lediglich die Fundamente übrig. Mit der Stilllegung der Bahnstrecke Borna–Großbothen ging auch der Haltepunkt Schönau (b Frohburg) am 1. Oktober 1947 außer Betrieb. Der Bahndamm in Richtung Borna wurde um 1980 durch den Tagebau Borna-Ost zerstört. In diesem Bereich befindet sich heute der Harthsee. Auf dem Bahndamm in Richtung Großbothen entstand ein Feldweg. Die Brücke östlich von Schönau, die die Verbindungsstraße zwischen Schönau und Prießnitz (K7933) überquerte, wurde in den 1990er Jahren abgerissen; der Bahndamm ist dort also heute unterbrochen.
Flößberg ⊙
Der Bahnhof Flößberg wurde am 3. Oktober 1937 mit der Eröffnung der Gesamtstrecke Borna–Großbothen eingeweiht. Die Station befand sich im Nordwesten von Flößberg am „Beuchaer Weg“. Die Station besaß ein Empfangsgebäude und ein Wirtschaftsgebäude, welche beide am Standort noch erhalten sind. Mit der Stilllegung der Bahnstrecke Borna–Großbothen ging auch der Bahnhof Flößberg am 1. Oktober 1947 außer Betrieb.
Bad Lausick West ⊙
Die Ladestelle Heinersdorf (b Bad Lausick) wurde am 1. Juli 1936 mit der Freigabe des Teilstücks Heinersdorf–Großbothen für den Güterverkehr eröffnet. Mit der Eröffnung der Gesamtstrecke Borna–Großbothen am 3. Oktober 1937 erfolgte die Umbenennung der nunmehrigen Haltestelle in Bad Lausick West. Sie befand sich im Tal des Heinersdorfer Bachs zwischen den Orten Wüstungsstein im Nordwesten und Heinersdorf im Südosten. An Hochbauten besaß die Station ein Empfangsgebäude, ein Wohnhaus und einen Abort, welche bis heute erhalten sind. Mit der Einstellung des Personenverkehrs auf der Gesamtstrecke Borna–Großbothen 1. Oktober 1947 blieb das Gleis von Bad Lausick nach Bad Lausick West zunächst als Anschlussgleis für ein Schamottewerk erhalten. Erst mit der Stilllegung des Anschlussgleises wurde am 3. Oktober 1952 auch die Ladestelle Bad Lausick West außer Betrieb genommen.
Bad Lausick ⊙

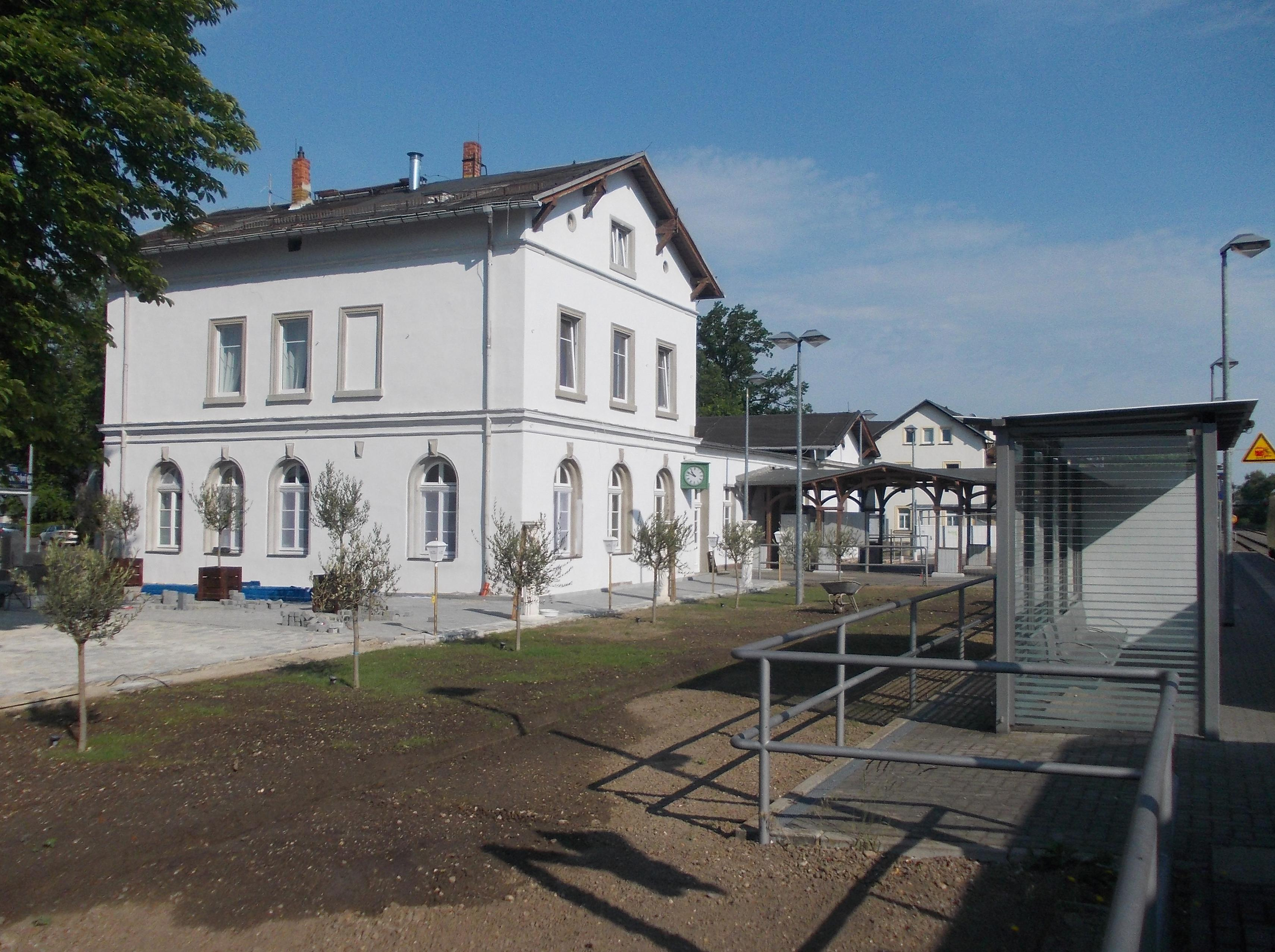
Bahnhof Bad Lausick, Empfangsgebäude (2015)

Neben Liebertwolkwitz war der Bahnhof Lausigk bei der Betriebseröffnung der Bahnstrecke Leipzig–Geithain die wichtigste Zwischenstation der Bahnstrecke. Anfangs mit fünf Gleisen ausgestattet, wurde der Bahnhof bald aufgrund der gestiegenen Verkehrsleistungen erweitert. Unter anderem durch den Bahnanschluss entwickelte sich Lausigk zum Kurort, bis zum Ende des Ersten Weltkriegs hielten die auf der Strecke verkehrenden Schnellzüge hier nicht.
Bereits Anfang der 1920er Jahre wurde der Bahnhof für die lange geplante „Querbahn“ Borna–Großbothen umgebaut. Erst 1937 wurde die Strecke eröffnet, aber bereits 1947 als Reparationsleistung wieder demontiert.
In den 2000er Jahren wurden die noch verbliebenen Gleisanlagen radikal bis auf zwei Gleise zurückgebaut, allerdings dient Bad Lausick noch heute als Kreuzungsbahnhof.
Glasten ⊙

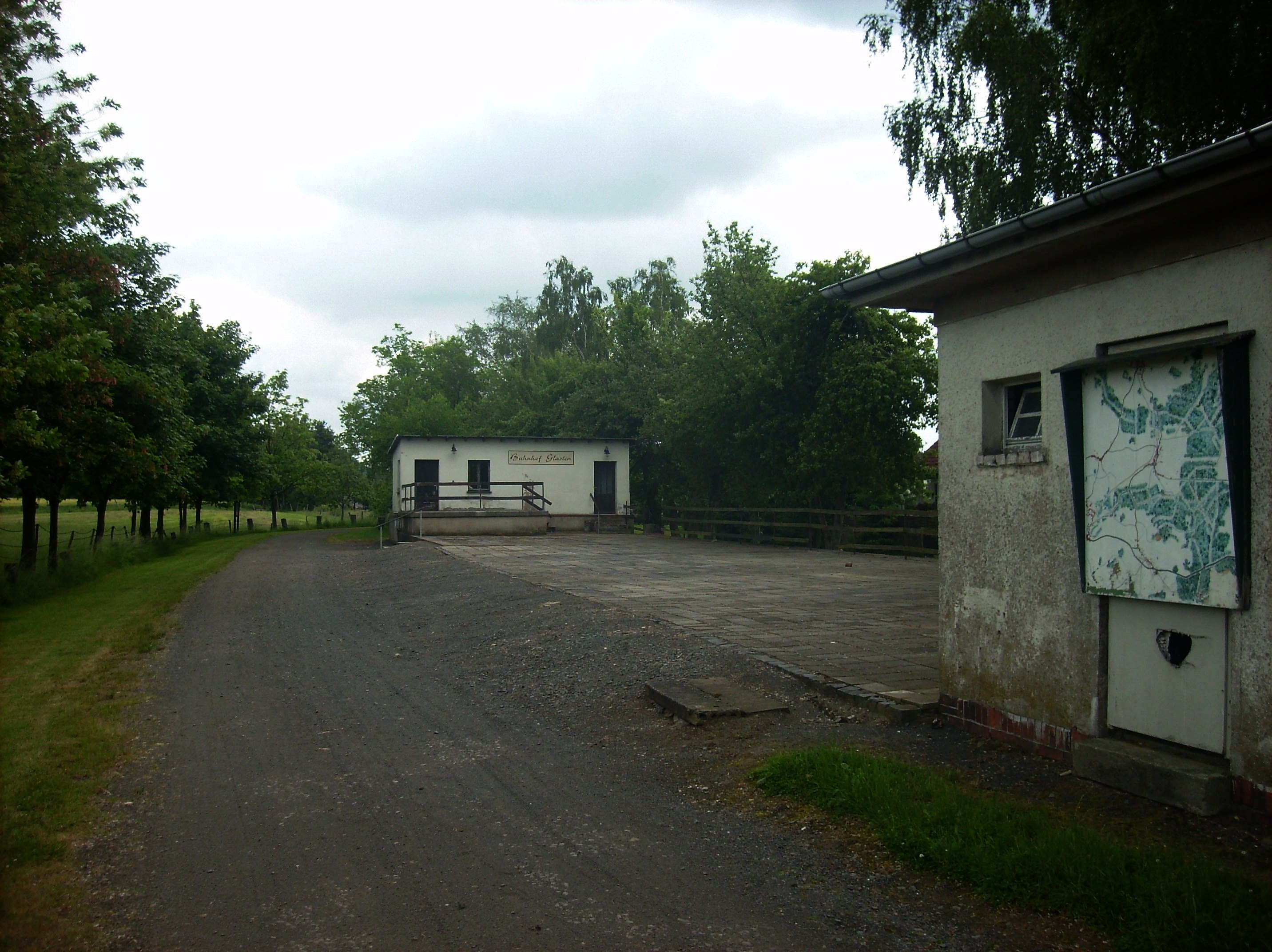
Ehemalige Haltestelle Glasten

Die Haltestelle Glasten ging mit der Eröffnung des Teilstücks Heinersdorf–Großbothen am 1. Juli 1936 als Ladestelle in Betrieb. Mit der Einweihung der Gesamtstrecke Borna–Großbothen wurde die Station seit dem 3. Oktober 1937 als Haltestelle geführt. Sie befand sich am Südwestrand von Glasten und verfügte über eine Wartehalle, ein Wohnhaus, einen Abort und eine Laderampe, von denen neben dem Bahnsteig der Abort und das Wohnhaus noch erhalten sind. Mit der Einstellung des Schienenverkehrs und dem darauffolgenden Abbau der Gleise ging die Station am 1. Oktober 1947 außer Betrieb.
Kleinbardau ⊙
Der Bahnhof Kleinbardau ging mit der Eröffnung des Teilstücks Heinersdorf–Großbothen am 1. Juli 1936 als Güterbahnhof in Betrieb. Mit der Einweihung der Gesamtstrecke Borna–Großbothen wurde die Station seit dem 3. Oktober 1937 als Bahnhof geführt. Sie befand sich an der Straße „Zur Alten Schmiede“ östlich von Kleinbardau und verfügte über ein Empfangsgebäude, ein Wohnhaus, einen Abort und eine Laderampe, von denen neben dem Bahnsteig das Empfangsgebäude, der Abort und das Wohnhaus noch erhalten sind. Mit der Einstellung des Schienenverkehrs und dem darauffolgenden Abbau der Gleise ging die Station am 1. Oktober 1947 außer Betrieb.
Großbothen ⊙

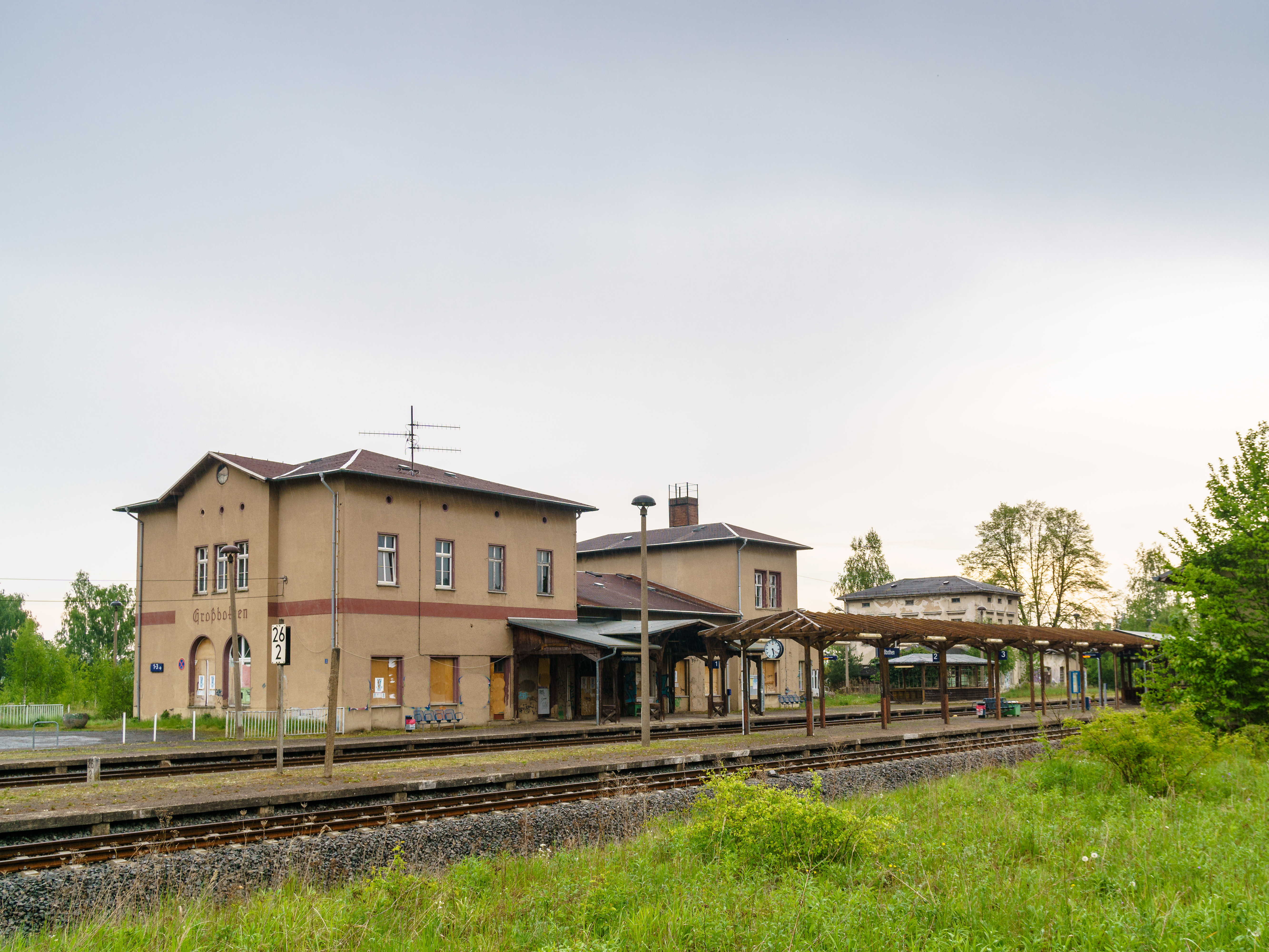
Bahnhof Großbothen, Empfangsgebäude (2017)

Der Bahnhof Großbothen wurde 1867 mit dem Teilstück Grimma–Leisnig der Bahnstrecke Borsdorf–Coswig der Leipzig-Dresdner Eisenbahn-Compagnie eröffnet. Obwohl sich die Station auf der Flur von Kleinbothen befindet, war sie anfangs als „Bahnhof für Colditz in Großbothen“ vorgesehen. Die Verbindung zu Colditz wurde durch Postkutschen hergestellt. Mit der Eröffnung der Bahnstrecke Glauchau–Wurzen wurde Großbothen zum Eisenbahnknoten, auch das Empfangsgebäude in Insellage entstand zu dieser Zeit. Schon zu dieser Zeit wurde an der Bahnstrecke Borna–Großbothen geplant, die nach langer Bauzeit erst 1937 eröffnet wurde.
Bereits nach dem Zweiten Weltkrieg verlor Großbothen mit der Unterbrechung der Strecke Richtung Wurzen und der Demontage der Strecke Borna–Großbothen erheblich an Bedeutung. Der Personenverkehr auf dem Abschnitt Colditz–Großbothen wurde am 27. Mai 2000 eingestellt. Heute umfasst die Station nur noch drei Bahnsteiggleise, zudem ist ein viertes Gleis an die DRE verpachtet.